# Koios (Toreut)
Koios (griechisch Κοῖος) war ein antiker griechischer Toreut (Metallbearbeiter), der etwas nach der Hälfte des 6. Jahrhunderts v. Chr. tätig war.
Koios ist heute nur noch aufgrund einer geritzten Signatur auf einem kleinen Aryballos (Salbfläschchen) in Form eines korinthischen Helms, das seit 1864 im Fitzwilliam-Museum in Cambridge aufbewahrt wird, bekannt. Das Gefäß wurde in Pyrgos, westlich von Olympia, erworben. Eine genauere Herkunft ist nicht bekannt, möglicherweise fertigte es Koios in der Landschaft Elis. Auch die Datierung in einen Zeitraum um 540/30 v. Chr. erfolgt aufgrund epigraphisch-stilistischer Vergleiche der Signatur und anhand Vergleichen mit der chronologischen Entwicklung korinthischer Helme. Solche Salbfläschchen in Form von behelmten Köpfen sind vergleichsweise selten und sonst vor allem mit einigen Beispielen in der Keramik belegt, wie hier aus einer Kupferlegierung geformt ist es noch ungewöhnlicher. Die Signatur ist eingeritzt und hat möglicherweise Bezüge zum Titanen Koios, der sich geographisch der Region Elis zuordnen lässt. Sie lautet:

## Einzelbelege
1. ↑  Inventarnummer GR.15.1864; Eintrag in der Museumsdatenbank.
2. ↑  POINIKASTAS Elis number 659. Abgerufen am 25. September 2021.

| Personendaten    | Personendaten                                |
| ---------------- | -------------------------------------------- |
| NAME             | Koios                                        |
| ALTERNATIVNAMEN  | Κοῖος (altgriechisch); Ϙοιος (altgriechisch) |
| KURZBESCHREIBUNG | antiker griechischer Toreut                  |
| GEBURTSDATUM     | 6. Jahrhundert v. Chr.                       |
| STERBEDATUM      | 6. Jahrhundert v. Chr.                       |